# Tricheilostoma greenwelli
Tricheilostoma greenwelli là một loài rắn trong họ Leptotyphlopidae. Loài này được Wallach & Boundy mô tả khoa học đầu tiên năm 2005.